# كاثلين رين
كاثلين رين (بالإنجليزية: Kathleen Raine)‏ (14 يونيو 1908 في المملكة المتحدة - 6 يوليو 2003، لندن في المملكة المتحدة)؛ كاتِبة وشاعرة بريطانية.

## روابط خارجية
- كاثلين رين على موقع الموسوعة البريطانية (الإنجليزية)
- كاثلين رين على موقع ميوزك برينز (الإنجليزية)
- كاثلين رين على موقع إن إن دي بي (الإنجليزية)
- كاثلين رين على موقع ديسكوغز (الإنجليزية)